# 澳洲原住民親屬制度
澳洲原住民親屬制度是由澳洲原住民習慣法所規範的社會互動體系，構成傳統澳洲原住民文化中不可或缺的部分。這套制度普遍存在於全澳各原住民群體，尤其規範原住民之間的婚姻關係。  

## 分支系統
分支系統是將整個澳洲原住民社會劃分為若干群組的獨特社會結構，每個群組包含特定類型的親屬。在中部澳洲原住民英語中，這些分支通常被稱為「皮膚（skins）」。每個分支都有專屬名稱，用以稱呼該群組成員。個人的「皮膚」身份由父母遺傳給子女。  
分支系統的群組數量可分為：  
- 二分系統（親屬研究稱為「半族」）
- 四分系統
- 六分系統
- 八分系統（分支系統）

部分語言群組（如賓土比族與瓦爾皮里族）還會區分男女形式，使皮膚名稱擴增至16種。雖然理論上皮膚群組應基於血緣關係，但澳洲原住民的分支系統屬於分類式體系，即使無實際血緣者也會被歸入特定分支，且社會中每個成員都會被納入此系統。  
分支系統普遍存在於澳洲中部、西部與北部原住民社會。根據對各分支系統術語的詳細分析（特別是男性前綴/j-/與女性前綴/n-/的區分），學者認為此制度最初起源於北領地的戴利河地區，之後快速向南傳播至其他群體。

### 二分系統（半族）

#### 雍古族
阿納姆地東北部的雍古人將社會（及大部分自然界）劃分為兩個半族：Dhuwa 與 Yirritja。每個半族包含多個擁有自身領地、語言與哲學的氏族群體，因此許多事物都歸屬於其中一方：  
| 皮膚名稱 | 氏族群體 |
| -------- | --- |
| Yirritja | Gumatj、Gupapuyngu、Wangurri、Ritharrngu、Mangalili、 Munyuku、Madarrpa、Warramiri、Dhalwangu、Liyalanmirri |
| Dhuwa    | Rirratjingu、Galpu、Djambarrpuyngu、Golumala、Marrakulu、 Marrangu、Djapu、Datiwuy、Ngaymil、Djarrwark      |
魚類、岩石、河流、海洋等自然物都屬於特定半族。不屬於任一方的則稱為 wakinŋu。雍古族同時擁有八分支系統（四個Dhuwa分支與四個Yirritja分支），由此構成半族結構。  

### 四分系統

#### 卡米拉羅伊族
新南威爾斯州的卡米拉羅伊語族採用四分系統：  
| 半族 | 女性分支名稱 | 通婚對象（男性） | 子女歸屬 |
| ---- | ------------ | ---------------- | -------- |
|      |              |                  |          |
|      |              |                  |          |
|      |              |                  |          |
|      |              |                  |          |

#### 馬圖圖尼拉族
西澳州皮爾巴拉地區的馬圖圖尼拉語族同樣採用四分系統：  
| 女性分支名稱 | 通婚對象（男性） | 子女歸屬 |
| ------------ | ---------------- | -------- |
|              |                  |          |
|              |                  |          |
|              |                  |          |
|              |                  |          |

### 八分系統

#### 賓土比族
西澳沙漠的賓土比族採用八分系統，並區分男女形式——男性分支名稱以「Tj」開頭，女性以「N」開頭：  
| 性別 | 分支名稱 | 首選通婚對象 | 子女歸屬 |
| ---- | -------- | ------------ | -------- |
| 男性 |          |              |          |
| 女性 |          |              |          |
（表格節錄，完整版本參見原文）  

### 系統延伸
與這些群體密切互動的外來者可能被賦予「皮膚名稱」，通常基於其互動對象與互動類型而定。  

## 澳洲原住民英語常用親屬稱謂
許多澳洲原住民使用的英語變體會參照原住民語言的親屬稱謂方式：  
- 阿姨（Aunty）與叔叔（uncle）：用於稱呼長輩，即使無血緣關係
- 兄弟（brother）與姐妹（sister）：除親手足外，亦包含堂表兄弟姐妹
- 表兄弟（cousin-brother）與表姐妹（cousin-sister）：專指堂表親
- 祖父（grandfather）：可泛指祖父母輩任何男性，或尊稱無血緣的長者
- 禁忌（poison）：指必須迴避的親屬關係
- 第二（second）或小部分（little bit）：用於遠親稱謂前，如「第二父親」

## 延伸閱讀
- 勞倫特·杜塞（2011）《澳洲原住民親屬制度：西部沙漠為重點的入門手冊》
- 肯尼斯·漢森與萊斯利·漢森（1979）《賓土比/盧里查親屬制度》

## 外部連結
- 中部土地委員會：親屬與皮膚名稱